# پتر گلمزر
پتر گلمزر (انگلیسی: Peter Glemser؛ زادهٔ ۱۲ دسامبر ۱۹۴۰) دوچرخه‌سوار اهل آلمان است.